# 口腔衛生
口腔卫生是指通过定期刷牙等方式保持口腔的清洁，避免感染疾病和其他问题（例如口臭）。定期进行口腔卫生对于预防牙齿疾病和口臭非常重要。最常见的牙科疾病是蛀牙、牙龈炎和牙周炎。 
除了刷牙之外，還有齿间清洁等清潔口腔的方式。此外還有專門清洁牙缝的工具，例如牙線。